# AAI Corp
AAI Corporation est une industrie de construction aéronautique et de développement de défense située à Hunt Valley aux États-Unis. C'est une ancienne filiale de United Industrial Corporation, AAI a été acquis par Textron en 2007 et est actuellement un département d'exploitation de Textron Systems Corporation. AAI emploie plus de 2 000 personnes.

## Conception et production
- M85 (mitrailleuse)
- RQ-2 Pioneer
- AAI Shadow 200